# Cintura vulcanica
Da non confondere con Arco vulcanico.

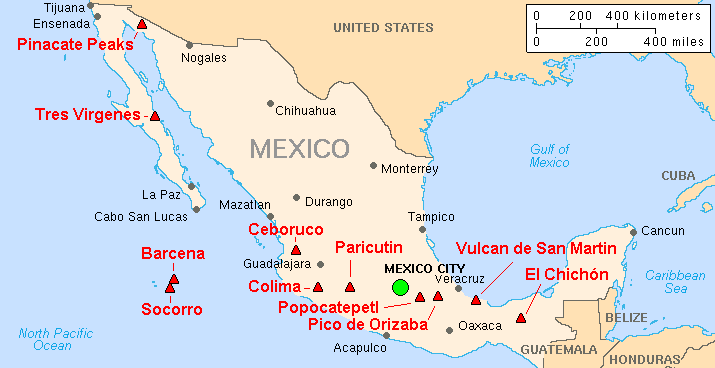
La Cintura vulcanica trans-messicana in Messico.

Una cintura vulcanica è una grande regione vulcanicamente attiva. Altri termini si usano per aree di attività più piccole, come i campi vulcanici. 

## Caratteristiche geomorfologiche
Le cinture vulcaniche si trovano sopra zone dalla temperatura insolitamente alta (700-1.400 °C) dove il magma si crea dalla fusione parziale del materiale solido nella crosta e nel mantello superiore della Terra. Queste aree si formano solitamente lungo i confini delle placche tettoniche a profondità 10–50 km. Ad esempio, i vulcani in Messico e in America Settentrionale occidentale sono per la maggior parte in cinture vulcaniche,  come la Cintura vulcanica trans-messicana che si estende per 900 km da ovest a est attraverso il Messico centro-meridionale e la Provincia vulcanica della Cordigliera settentrionale nel Canada occidentale.
I resti profondamente deformati ed erosi delle antiche cinture vulcaniche si trovano in regioni vulcanicamente inattive come lo Scudo canadese. Esso contiene oltre 150 cinture vulcaniche (ora deformate ed erose fino a pianure quasi piatte) con età che variano da 600 a 1.200 milioni di anni. Queste sono zone di sequenze vulcaniche da mafiche a ultramafiche variabilmente metamorfosate, con rocce sedimentarie che formano quelle che sono note come cinture di rocce verdi. Si pensa che si siano formate presso antichi centri di espansione del fondale oceanico e terrani di archi insulari. La Cintura di rocce verdi di Abitibi in Ontario e Québec (Canada) è una delle più grandi cinture di rocce verdi del mondo.
Le cinture vulcaniche sono simili a una catena montuosa, ma le montagne all'interno della catena sono vulcani, non montagne che si sono formate per fagliamento e piegamento dalla collisione delle placche tettoniche.

## Formazione

La Cintura vulcanica di Anahim nella Columbia Britannica, Canada.

Le cinture vulcaniche possono formarsi in molteplici ambienti tettonici. Possono essere formate da zone subdotte, che sono aree sulla Terra dove due placche tettoniche si incontrano e si muovono l'una verso l'altra, con una che scivola sotto l'altra e si muove in basso nel mantello, a velocità tipicamente misurate in centimetri all'anno. Una placca oceanica normalmente scivola sotto una placca continentale; questo spesso crea una zona orogenetica con molti vulcani e terremoti. In un certo senso, le zone di subduzione sono l'opposto dei margini divergenti, aree dove il materiale risale dal mantello e le placche si stanno allontanando. Un esempio di una cintura vulcanica legata a una zona di subduzione è la Cintura vulcanica Okhotsk-Čukotka in Eurasia nordorientale, che è una delle province vulcaniche legate a una zona di subduzione tra le più grandi del mondo, che si allunga per circa 3.200 km e comprende circa 2 milioni di km³ di materiale vulcanico e plutonico.
Le cinture vulcaniche possono essere formate anche da punti caldi, che sono località sulla superficie della Terra che hanno sperimentato vulcanismo attivo per un lungo periodo di tempo. Queste cinture vulcaniche sono chiamate catene vulcaniche. Il geologo canadese John Tuzo Wilson elaborò nel 1963 l'idea che le catene vulcaniche come le Isole delle Hawaii fossero il risultato del lento movimento di una placca tettonica attraverso un punto caldo "fisso" profondo sotto la superficie del pianeta, che si pensa sia causato da una stretta corrente del mantello caldo chiamata pennacchio del mantello, che trasporta in alto il magma per convezione dal confine del nucleo del mantello. Ma più recentemente alcuni geologi, come Gillian Foulger, vedono la convezione dal mantello superiore come una causa. Questo a sua volta ha risollevato l'ipotesi dell'impatto delle coppie antipodiche, l'idea che coppie di punti caldi opposti possano risultare dall'impatto di un grande meteorite. I geologi hanno identificato circa 40-50 di tali punti caldi in tutto il globo, con le Hawaii, Réunion, Yellowstone, le Galápagos e l'Islanda che giacciono sopra quelli attualmente più attivi. Un esempio di una cintura vulcanica di un punto caldo è la Cintura vulcanica di Anahim nella Columbia Britannica, in Canada, che si formò come risultato della placca nordamericana che scivolava verso ovest sul punto caldo di Anahim.
La maggior parte dei vulcani con punti caldi sono basaltici perché eruttano attraverso la litosfera oceanica (ad es., Hawaii, Tahiti). Come risultato, sono meno esplosivi dei vulcani delle zone in subduzione, che hanno elevati contenuti di acqua. Dove i punti caldi si presentano sotto la crosta continentale, il magma basaltico è intrappolato sotto nella crosta continentale meno densa, che è riscaldata e si fonde per formare le rioliti. Queste rioliti possono essere piuttosto calde e formare violenti eruzioni, malgrado il loro basso contenuto d'acqua. Per esempio, la Caldera di Yellowstone fu formata da alcune delle più potenti esplosioni vulcaniche nella storia geologica.

## Esempi
- Cintura vulcanica delle Ande
- Cintura vulcanica di Anahim
- Cintura vulcanica Garibaldi
- Cintura vulcanica del Cameron River
- Cintura medio-continentale
- Zona vulcanica di Taupo